# Камерон (острів)
Камерон (англ. Cameron Island) — острів Канадського Арктичного архіпелагу. Також входить до групи Острови Королеви Єлизавети та до групи островів Архіпелаг Паррі. Станом на 2012 рік — безлюдний.

## Географія
Площа острова становить 1059 км². Довжина берегової лінії — 219 км. Довжина в напрямку із північного заходу на південний схід — 44 км, ширина — від 20 до 30 км. Більшість поверхні складають невисокі пагорби висотою від 20 до 60 метрів над рівнем моря. Рельєф підвищується на південний схід, де розташована найвища точка острова — гора Вілмот (Mt. Wilmot).
Острів Камерон — найпівнічніший у групі з 4 великих островів — Алегзандер, Мессі, Ваньє, Камерон, які простягаються на північ уздовж західного узбережжя острова Батерст. Від острова Ваньє, що лежить південніше, острів Камерон відокремлює вузька протока Арнот (Arnott Strait), найменша ширина якої дорівнює 3,75 км.

## Економіка
Камерон — єдиний острів у Канадському Арктичному архіпелазі, де відбувався промисловий видобуток нафти. Родовище відкрито 1974 року, коли нафтова криза 1973 року змусила шукати нові місця видобутку. Від 1985 до 1996 року двокорпусні танкери перевозили сиру нафту з Бент-Горна на південному заході острова в Монреаль. Усього видобуто 2,8 млн барелів нафти (450 тис м3). Нафтопромисли закрито 1996 року через труднощі експлуатації в суворих арктичних умовах.